# Esténtor
En la mitología griega, Esténtor (Griego: Στέντωρ; gen.: Στέντορος) era uno de los heraldos de las tropas aqueas durante la Guerra de Troya. 
Debido a este personaje, se dice de una voz que es estentórea cuando es fuerte y sonora.

## Mención de Homero
Es mencionado por Homero en un único pasaje de la Ilíada. En ese pasaje se cuenta como Hera tomó la forma de Esténtor para alentar a los griegos en la batalla:

[...] Hera, la diosa de blancos brazos, chilló / tomando la figura del magnánimo Esténtor, de broncínea voz, / que gritaba tan fuerte como cincuenta hombres [...]
Homero, Ilíada, V, 784 y ss.

Según el escoliasta, Esténtor murió tras ser desafiado por Hermes a un concurso de gritos.

## Otras menciones
Aristóteles usa el carácter de Esténtor en el Libro 7 de Política, donde se lee: «¿Pues quién habrá de conducir masa tan poderosa, y quizá podrá anunciarle algo, si no tiene la voz de Esténtor?». En el contexto se discute la magnitud de una polis.  

### Menciones contemporáneas
Entre otros que aluden al legendario héroe se puede mencionar, en España, a uno de los dos miembros del grupo de rap manchego BMEM. También el grupo de heavy metal español humorístico Gigatrón dedicó una canción de su disco Atopeosis 666 a Esténtor.